# Natalia Dadiani

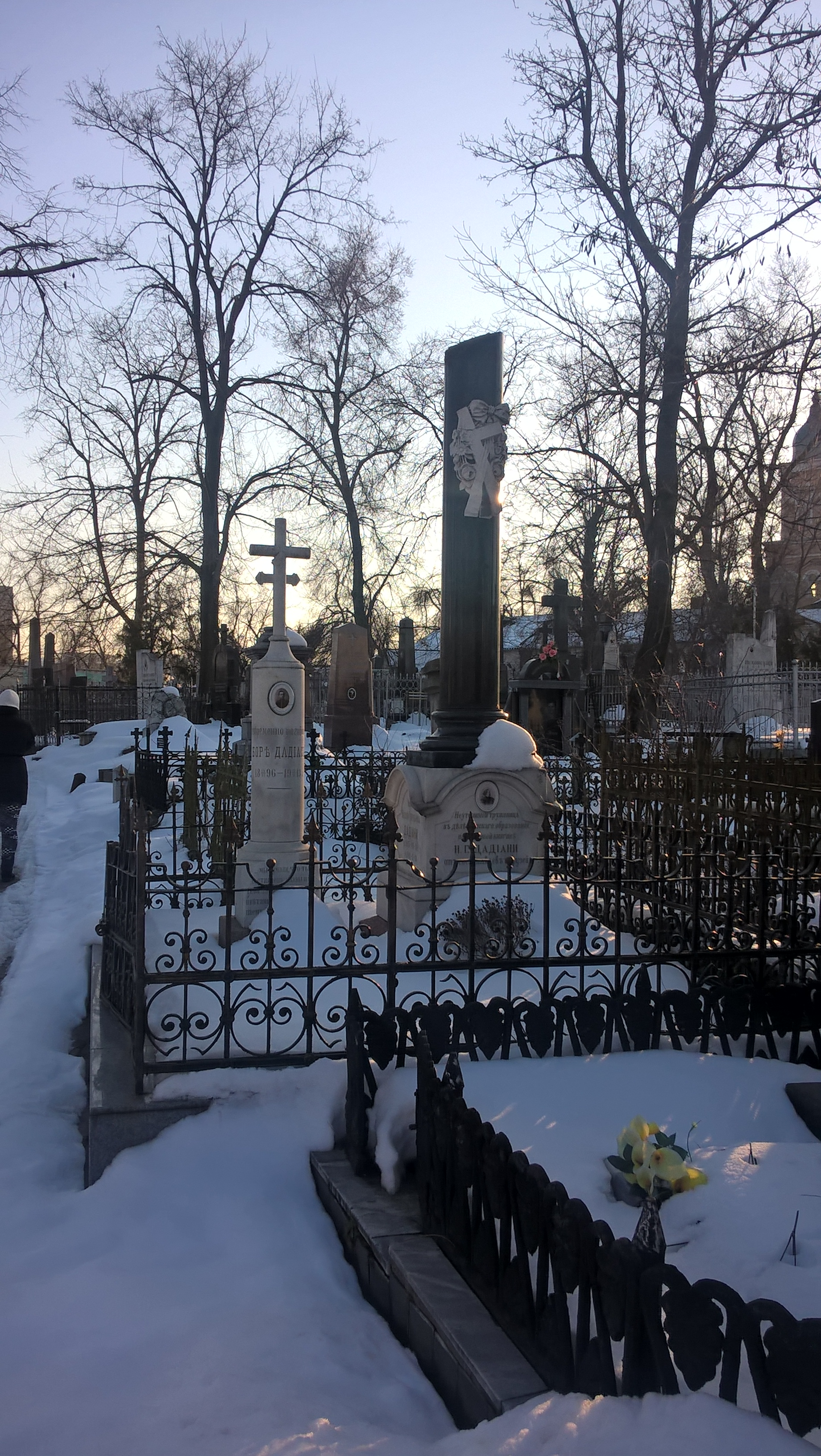
Nagrobek Natalii Dadiani i jej syna Borisa na Cmentarzu Centralnym w Kiszyniowie

Natalia Gieorgijewna księżna Dadiani z d. Godlewska (ur. 30 czerwca 1865, zm. 20 października 1903 w Kiszyniowie) – rosyjska arystokratka pochodzenia mołdawskiego, działaczka na rzecz edukacji kobiet, twórczyni liceum żeńskiego w Kiszyniowie.

## Życiorys
Pochodziła z rodziny bojarskiej z okolic Bender. Ukończyła z wyróżnieniem żeńskie gimnazjum prywatne, po czym podjęła pracę nauczycielki geografii w szkole żeńskiej Narodostawskiej w Kiszyniowie. Przed 1894 r. wyszła za mąż za księcia Dadianiego, potomka znanej arystokratycznej rodziny z Abchazji.
Na stanowisku nauczycielskim wyróżniła się pracowitością i talentem pedagogicznym, w krótkim czasie zaproponowano jej objęcie stanowiska dyrektorki szkoły. Pod jej kierownictwem prestiż szkoły znacząco wzrósł. Na mocy dekretu ministerstwa oświaty została ona przekształcona z gimnazjum w liceum, w którym nauka trwała osiem lat.
W 1900 r. księżna Dadiani z prywatnych środków opłaciła wzniesienie nowej siedziby liceum. Aleksandr Bernardazzi zaprojektował dla szkoły trójkondygnacyjny budynek w stylu eklektycznym, z elementami nawiązującymi do gotyku florenckiego, przy ul. Kijowskiej (ob. 31 sierpnia 1989).
Natalia Dadiani sprawowała funkcję dyrektorki szkoły do śmierci. Zmarła w 1903 r. i została pochowana na Cmentarzu Centralnym w Kiszyniowie, obok zmarłego w dzieciństwie syna. Na jej nagrobku zapisano „Niestrudzonej pracownicy na rzecz oświaty kobiet, niezapomnianej księżnej Natalii Dadiani, od współpracowników i przyjaciół”. Księżna jest patronką liceum teoretycznego nr 1 w Kiszyniowie.